# Big Cat Records
Big Cat Records Ltd. war ein Musiklabel mit Sitz in London. Es wurde
1988 von Steven Abbot, dem früheren Frontmann von UK Decay gegründet und nahm Musiker aus Bereichen von Punk über Indie-Rock bis hin zu Jazz und Klassischer Musik unter Vertrag. Big Cat Records wurde 1996 von V2 Records übernommen, behielt aber seine Eigenständigkeit als Label. Big Cat Records vertrieb unter anderem die Gruppen Carter The Unstoppable Sex Machine, Tod A. mit Cop Shoot Cop, Blumfeld und Grandaddy. Das Label wurde am 28. August 2012 aufgelöst.